# Ейб Сапієн
Ейб Сапієн (англ. Abe Sapien) — це вигаданий персонаж коміксів про Хеллбоя від видавництва Dark Horse Comics, котрого придумав Майк Міньйола. Герой вперше з'явився в коміксі Hellboy: Seed of Destruction 1994 року.
Ейб Сапієн з тих пір з'явився в багатьох коміксах, двох кінофільмах 2004 та 2008 років, двох анімаційних фільмах та одній грі.
Ейб Сапієн — це людина-амфібія та агент Бюро Паранормальної Розвідки та Оборони (Б.П.Р.О.).

## Біографія
Сапієн почав своє життя як Ленґдон Еверетт Каул, вікторіанський вчений і бізнесмен, який приєднався до товариства Оаннс, окультної організації, яка вірила, що життя та всі знання пішли з води. Після того, як вони витягнули з води руїни статуї дивного божества, що схоже на медузу, Каул та інші члени культу виконали ритуал, який закінчився пробудженням божества та перетворенням Ленґдона на людину-амфібію.
Члени Оаннс заховали переродженого Каула в прихованій лабораторії під Вашингтоном, чекаючи часу, коли він розвинеться до кінця. Але коли прийшов час, товариство не змогло забрати переродженого Ленґдона, через початок Громадянської Війни і Каул залишався в лабораторії аж до листопаду 1978-го року.
Не пам'ятаючи свого минулого, він був названий на честь Авраама Лінкольна. Ейб Сапієн був доставлений в Б.П.Р.О. для дослідів та врятований Хеллбоєм. Після цього Сапієн став польовим агентом Бюро, розпочавши свою кар'єру зі спільної місії з Хеллбоєм 1979 року.

## Сили та можливості
- Дихання під водою - Ейб чудово почувається під водою і неймовірно швидко плаває.
- Можливе довголіття - Сапієну рівно 220 років, він вже двічі вмирав і отримував численні поранення.
- Бойова підготовка - Ейб прекрасний стрілець та майстер рукопашного бою.

## В інших медіа

### Фільми

#### Дилогія Дель Торо

Даг Джонс у ролі Ейба Сапієна

Ейб Сапієн фігурує в двох фільмах про Хеллбоя від Гільєрмо дель Торо, зіграний Дагом Джонсом.
В першій частині він не грає особливої ролі. Після воскрешення демона Самаеля Григорієм Распутіном Сапієна посилають дослідити каналізацію, в якій сховався відроджений демон. Під час обстеження лігва монстра, Самаель нападає на Ейба, але тому вдається втекти, хоч і отримавши тяжкі ураження.
В другій частині Сапієна разом з Хеллбоєм відправляють на пошуки принца Ельфів на ім'я Нуада і в підземному ринку ввн зустрічає і принца, і принцесу Нуалу, в яку одразу закохується. Під кінець фільму він разом з іншими відправляється на пошуки Золотої Армії, де Нуалі доводить пожертвувати собою заради смерті брата.

### Анімаційні проекти

Сапієн в мультфільмах від дель Торо

Ейб Сапієн з'являється і в двох мультфільмах під назвою "Хеллбой: Кров і Залізо" та "Геллбой: Меч Штормів", де його озвучує той самий Даг Джонсон.
В першій частині Ейб разом Ліз Шерман потрапляють на невеликий острів в океані і їм приходиться битися проти одного з Оґдру Хем.
В другій частині Ейба разом з командою з Хеллбоя, Ліз, Тревора Бруттенгольма та новачка Сідні Ліча відправляють в замок давно померлої вампірки, котру збираються воскресити її служниці.

## Ігри
Ейб Сапієн з'являється в грі "Хеллбой: Наука про Зло".

## Див. Також
- Хеллбой
- Лобстер Джонсон
- Список коміксів усесвіту Хеллбоя